# Olaf Steinbiß

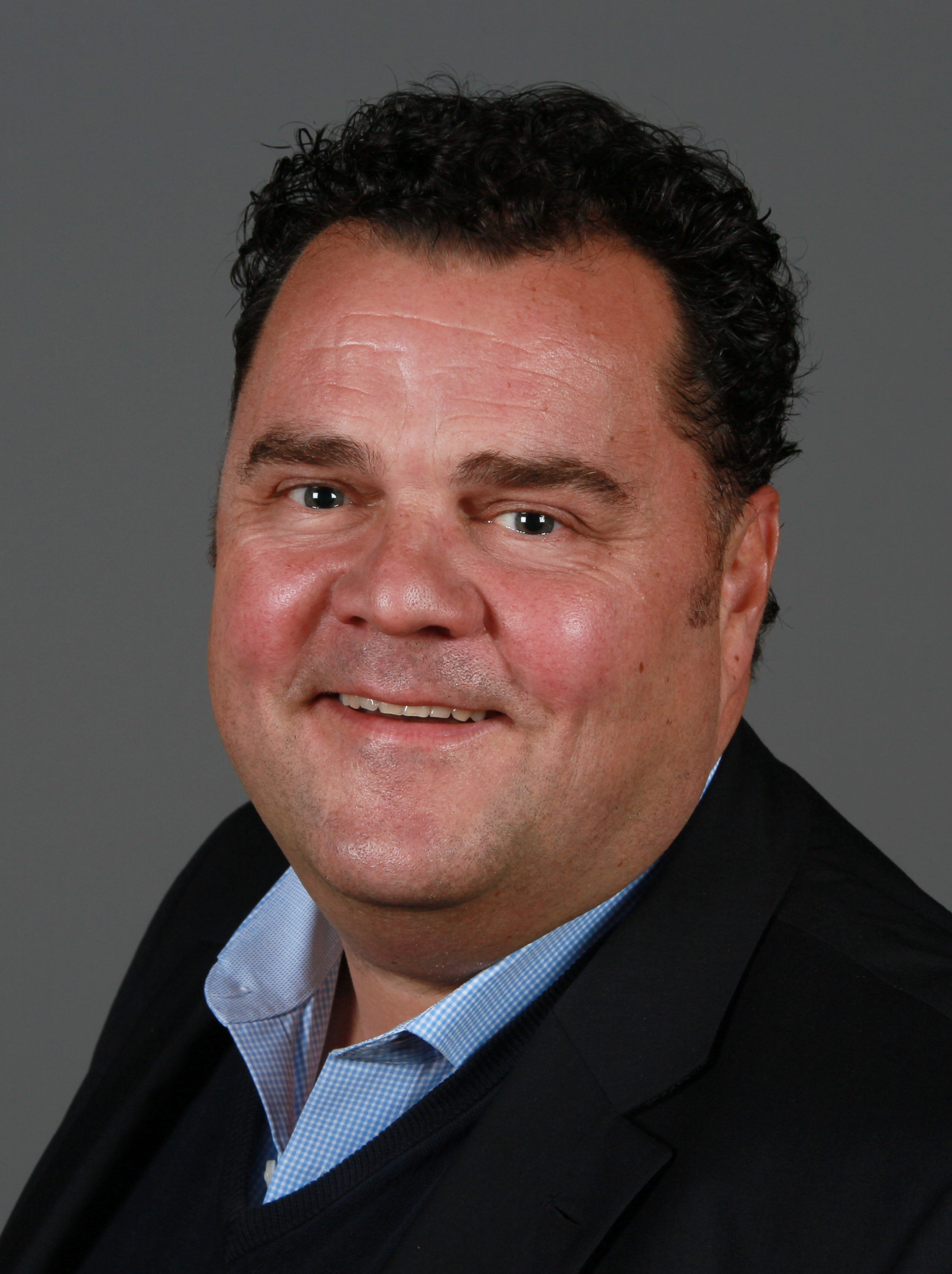
Olaf Steinbiß (2018)

Olaf Steinbiß (* 7. November 1966 in Hamburg) ist ein deutscher Politiker (SPD) und Mitglied der Hamburgischen Bürgerschaft.

## Leben
Olaf Steinbiß wurde am 7. November 1966 in Hamburg geboren und absolvierte 1987 an der Gelehrtenschule des Johanneums sein Abitur. Von 1987 bis 1989 war er bei der Marine in Bremerhaven und Kiel. Von 1991 bis 1996 studierte Steinbiß Rechtswissenschaften an der Universität Hamburg und bestand 1996 sein erstes und im Jahr 2001 nach einer Tätigkeit bei der SPD-Bürgerschaftsfraktion sein zweites Staatsexamen. Von 1998 bis 2000 arbeitete er als wissenschaftlicher Mitarbeiter der SPD-Bürgerschaftsfraktion in Hamburg. Seit 2001 ist Olaf Steinbiß selbständiger Rechtsanwalt, mit dem Schwerpunkt Arbeitsrecht.
Steinbiß ist er Mitglied bei Altona 93 und der Arbeiterwohlfahrt. Er ist verheiratet und Vater zweier Töchter.

## Politik
1997 trat Steinbiß der SPD Hamburg bei und ist im Distrikt Harvestehude/Rotherbaum aktiv. Seit 2018 ist er Vorsitzender des Distrikts und Mitglied im Vorstand des SPD-Kreises Eimsbüttel.
Olaf Steinbiß rückte am 14. April 2010 für den verstorbenen Abgeordneten Stefan Schmitt in die Hamburgische Bürgerschaft nach und gehörte ihr bis zum Ende der Legislaturperiode im Februar 2011 an. Im September des gleichen Jahres rückte er für die ausscheidende Britta Ernst in die Hamburgische Bürgerschaft nach. Bei der Bürgerschaftswahl 2015 kandidierte Steinbiß auf Platz 19 der SPD-Landesliste und zog erfolgreich in die Bürgerschaft ein.
Seit 2015 ist er zudem Fachsprecher für Verfassung der SPD-Bürgerschaftsfraktion. Er gehört den Ausschüssen für Verfassung, Justiz, Europa, Sport und Eingaben an.
Am 23. Februar 2020 gelang Steinbiß erneut der Einzug in die Hamburgische Bürgerschaft.